# Brainwashed (álbum de While She Sleeps)
Brainwashed es el segundo álbum de larga duración de la banda británica metalcore While She Sleeps. Fue lanzado el 23 de marzo de 2015 a través de Search and Destroy Records.

## Lanzamiento y promoción
Se revelaron 4 pistas tomadas del álbum antes del lanzamiento, cada una con videos adjuntos que estaban disponibles para descargarse instantáneamente desde iTunes. "New World Torture", "Four Walls" (estrenado exclusivamente en Gigwise), "Trophy of Violence"  y "Our Legacy".
El álbum se incluyó en el número 27 de los 50 mejores lanzamientos de la lista de 2015 de Rock Sound.

## Lista de canciones
| Standard CD |                        |          |  |
| N.º         | Título                 | Duración |  |
| 1.          | «The Divide»           | 0:52     |  |
| 2.          | «New World Torture»    | 4:40     |  |
| 3.          | «Brainwashed»          | 3:28     |  |
| 4.          | «Our Legacy»           | 4:07     |  |
| 5.          | «Four Walls»           | 5:07     |  |
| 6.          | «Torment»              | 3:48     |  |
| 7.          | «Kangaezu Ni»          | 1:21     |  |
| 8.          | «Life in Tension»      | 3:41     |  |
| 9.          | «Trophies of Violence» | 5:01     |  |
| 10.         | «No Sides, No Enemies» | 5:04     |  |
| 11.         | «Method in Madness»    | 3:54     |  |
| 12.         | «Modern Minds»         | 4:49     |  |

| Edición Deluxe |                                       |          |  |
| N.º            | Título                                | Duración |  |
| 1.             | «The Divide»                          | 0:52     |  |
| 2.             | «New World Torture»                   | 4:40     |  |
| 3.             | «Your Evolution» (bonus track)        | 4:44     |  |
| 4.             | «Brainwashed»                         | 3:28     |  |
| 5.             | «We Are Alive at Night» (bonus track) | 1:03     |  |
| 6.             | «Our Legacy»                          | 4:07     |  |
| 7.             | «Four Walls»                          | 5:07     |  |
| 8.             | «Torment»                             | 3:48     |  |
| 9.             | «Kangaezu Ni»                         | 1:21     |  |
| 10.            | «Life in Tension»                     | 3:41     |  |
| 11.            | «Trophies of Violence»                | 5:01     |  |
| 12.            | «No Sides, No Enemies»                | 5:04     |  |
| 13.            | «The Woods» (bonus track)             | 2:29     |  |
| 14.            | «Method in Madness»                   | 3:54     |  |
| 15.            | «Modern Minds»                        | 4:49     |  |

## Personal
- Lawrence "Loz" Taylor – Voz gutural
- Sean Long – Guitarra líder y coros
- Mat Welsh – Guitarra rítmica, voz y piano
- Aaran McKenzie – Bajo y coros
- Adam "Sav" Savage – Batería y percusión